# Чугунаевское сельское поселение
Чугунаевское се́льское поселе́ние — муниципальное образование в Нижнетавдинском районе Тюменской области Российской Федерации.
Административный центр — посёлок Чугунаево.

## История
Статус и границы сельского поселения установлены Законом Тюменской области от 5 ноября 2004 года № 263 «Об установлении границ муниципальных образований Тюменской области и наделении их статусом муниципального района, городского округа и сельского поселения».

## Население
| 2010  | 2011  | 2012  | 2013  | 2014  | 2015  | 2016  |
| ----- | ----- | ----- | ----- | ----- | ----- | ----- |
| 1007  | ↗1008 | ↗1029 | ↗1042 | ↗1048 | ↘1036 | ↗1039 |
| 2017  | 2018  | 2019  | 2020  | 2021  |       |       |
| ↘1022 | ↘1014 | ↘1001 | ↗1007 | ↗1114 |       |       |

## Состав сельского поселения
| № | Населённый пункт    | Тип населённого пункта          | Население |
| - | ------------------- | ------------------------------- | --------- |
| 1 | Большая Заморозовка | деревня                         | 119       |
| 2 | Малая Заморозовка   | деревня                         | 39        |
| 3 | Чугунаево           | посёлок, административный центр | 593       |
| 4 | Юрты-Иска           | деревня                         | 256       |